# Астиер
Астиер (на френски: Hastière) е селище в Южна Белгия, окръг Динан на провинция Намюр. Населението му е около 5200 души (2006).